# فرقة المسرح الشعبي
فرقة المسرح الشعبي هي أول فرقة شهدتها الكويت تخرج عن المألوف قبل وجودها من حيث ضرورة الارتباط بنشاط آخر غير مسرحي كالمدارس والنوادي.
هي التي أقرت على المستوى الاجتماعي ضرورة اعتبار العمل المسرحي عملاً مستقلاً وليس فرعاً عن نشاط آخر.
الدارج بأن المسرح الشعبي يأخذ المكان الثاني بالنسبة لتاريخ إشهاره كجمعية من جمعيات النفع العام، ولكنه في الحقيقة هو المسرح الأول في الكويت، إذ شهد جهود محمد النشمي الأولى وقام بأول تواصل مع الجمهور العام، خارج المدارس وخارج نوادي المثقفين.

## فرقة المسرح العربي والمسرح الشعبي
لقد كان قيام المسرح العربي بمثابة سحب البساط من تحت أقدام المسرح الشعبي الذي شهد رحيلاً واسعاً من أعضائه وعناصره الفعالة للانضمام إلى الفكرة الجديدة الممثلة في المسرح العربي، ومع هذا استطاع المسرح الشعبي أن يستوعب الصدمة يجمع أشتات نفسه، وأن يبدأ رحلته الجديدة دون محمد النشمي أيضاً.
وهذه الجدة اعتمدت على نبذ الارتجال وضرورة الاعتماد على نص وما يستتبع ذلك من عمليات فنية مركبة.
لكنه حرص على طابعه الشعبي سواء في اختيار المسرحية أو أسلوب أدائها وبهذا غلب طابع التسلية والترفيه على مسرحياته، كما نجد نوعاً من الحرص على إظهار الفرق الشعبية لأداء أغانيها ورقصاتها، غير أنه ومنذ عشر سنوات تقريباً بدأ يطعم برنامجه بمسرحية فصحية ذات أبعاد سياسية مشاركاً في ما سبقته إليه المسارح الأخرى من هذا التوجه.

## بدايات الفرقة
انبثقت فرقة المسرح الشعبي من فرقة الكشاف الوطني.
قد عانى المسرح الشعبي فترة من الركود أو التوقف في أعقاب ذلك استمرت نحو عامين، وهما العامان اللذان شهدا محاولة تأسيس المسرح العربي وبواكير إنتاجه الفني.

## الصعوبات التي واجهت الفرقة
قد عانا محمد النشمي كما ذكر بمذكراته بالمعاناة التي عاشها مع ممثلي الفرقة بحفظ ادوارهم والتقيد بالنص وإباء أكثرهم ذلك ما تعودوه من حرية التعبير المرتجل، حيث كانت في بدايات المسرح لا يتم التقد بنص بل أن كل ممثل يرتجل من عنده.
ومن ثم كان قدوم زكي طليمات إلى الكويت ليرى رأيه في الوضع، ولكن رأي طليمات لم يوافق هوى النشمي، ويرجح ذلك بأن أقتراح زكي طليمات للتطوير يلغي دور محمد النشمي تقريباً أو يقلل من أهميته.
وكان يرى محمد النشمي (كما ذكر في مذكراته) بأن لا بد من استقدام خبير يدرس للناشئين من الفنانين الأسلوب العلمي الفني في المسرح الكويتي.
سرعان ما انقسم أعضاء الفرقة إلى قسمين: قسم معي ومؤيد لوجهة نظر محمد النشمي وظل يمثل باللهجة الشعبية، وقسم أطلق عليه المسرح العربي.
وقد أصاب المسرح الشعبي بهزال مفاجئ بعد رحيل جزء لا يستهان به من العاملين به إلى الفرقة الجديدة (المسرح العربي).
وبعد فترة التوقف عاد المسرح الشعبي إلى العمل، وذلك حين عرض مسرحيتين قصيرتين في عرض واحد وهما (فرحة العودة) و(غرام بوطبيلة) في 11/2/1963م وهما من تأليف وإخراج محمد النشمي والذي شارك في التمثيل أيضاً.
مسرحية فرحة العودة هي التي جعلها محمد النشمي أصلاً لمسرحيته المنشورة بنفس الاسم سنة 1971، والنص المنشور من أربعة فصول وفيه شخصيات نسائية.

## إنجازات الفرقة
قدمت فرقة المسرح الشعبي حتى عام 1960م عشرين مسرحية قصيرة مرتجلة باستثناء مسرحية (تقاليد) التي كتبها صقر الرشود.

### المسرحيات
قدم المسرح الشعبي منذ عام 1964 بعد أن عاد إلى نشاطه بمسرحيتي محمد النشمي، سبعاً وثلاثين مسرحية، ترتيبها كالآتي:
| 1. سكانه مرته كتب قصتها حسين الصالح، وأعدها حواراً وأخرجها عبد الرحمن الضويحي، وقد مثلت في 30/1/1964م لمدة 29 ليلة، وقد ظهرت فيها نجمة المسرح العربي الفنانة مريم الصالح والفنانة مريم الغضبان بالإضافة إلى الممثلة الجديدة طيبة الفرج والفنان عبد العزيز النمش. 2. غلط يا ناس وهذه المسرحية كتبها وأخرجها عبد الرحمن الضويحي عن فكرة عبد الكريم مراد وقد قدمت عام 1965م لمدة 22 ليلة. 3. الجنون فنون كتبها عبد الرحمن الضويحي وأخرجها خالد الصقعبي، وقد قدمت في 10/1/1965م وظلت تعرض 21 ليلة. 4. اصبر وتشوف ألفها وأخرجها عبد الرحمن الضويحي وعرضت 28 ليلة في موسم 1965/1966. 5. يمهل ولا يهمل مسرحية من تأليف صالح موسى وإخراج عبد الرحمن الضويحي وقد عرضت 17 ليلة ابتداءاً من 20/1/1966 واستعين فيها بممثلين غير كويتيين إلى جانب مريم الغضبان وشيخة العطار وعبد العزيز النمش وكانت تسمى (السكرتيرة خراب الدار) وعُدل الاسم قبيل العرض. 6. كازينو أم عنبر من تأليف وإخراج عبد الرحمن الضويحي وبقيت تُعرض 29 ليلة، وقد أدى الأدوار النسائية نفس المجموعة في مسرحية يمهل ولا يهمل. بدأ العرض في 5/6/1966م. 7. انتخبوني من تأليف وإخراج عبد الرحمن الضويحي وقد ارتبطت بفترة الإعداد لانتخاب أعضاء مجلس الأمة، فعرضت لأول مرة في 22/1/1967م لمدة 13 ليلة، ثم عرضت مرة أخرى في 9/11/1970م مع استبدال محدود في ممثلي بعض الأدوار، ولكنها لا تتعرض لوضع سياسي، موضوعها فكاهي ترفيهي. 8. حرامي آخر موديل من تأليف وإخراج عبد الرحمن الضويحي وقد عرضت في 23/12/1976م وظهر دور نسائي واحد قام به عبد العزيز النمش وظلت هذه المسرحية تعرض 24 ليلة. 9. الحق ضائع من تأليف محمد دخيل البحيري ومحمد راشد وأخرجها خالد الصقعبي وظهرت في 10/7/1968م واستمرت سبع ليال، وأدى الدورين النسائيين طيبة الفرج وعبد العزيز النمش وهي مسرحية جادة متأثرة بحوادث 1976 فهي تعرض القضية اتها باللهجة اكويتية وبعبارات التصريح والرمز. 10. الصج يبقى تأليف إبراهيم العواد وأخرجها خالد الصقعبي، وعرضت في 11/2/1969 على مسرح كيفان 17 ليلة، ثم عرضت مرة أخرى في جزيرة فيلكا في شهر مارس من العام نفسه، وهذه أول مرة يذهب فيها المسرح إلى تلك الجزيرة. 11. صورة ألف هذه المسرحية عبد الأمير التركي (الذي ألف للمسرح العربي فيما بعد مسرحية حط الطير طار الطير) وأخرجها عبد العزيز الفهد واستمر عرضها سبع ليال ابتداء من 7/7/1969م. 12. رزنامة من تأليف وإخراج عبد الرحمن الضويحي وعرضت ابتداء من 21/1/1970م. | 13. العلامة هدهد ألف هذه المسرحية صالح موسى الذي ألف يمهل ولا يهمل من قبل. وأخرجها الممثل إبراهيم الصلال الذي شارك في التمثيل أيضاً. 14. كاوبوي في الدبدبة ألف هذه المسرحية إبراهيم عواد الذي ألف الصج يبقي من قبل. وأخرجها عبد الرحمن الضويحي وقد عرضت في 15/6/1971م. 15. البوم أول مسرحية مقتبسة يقدمها هذا المسرح، أعدها محمد دخيل البحيري (الذي شارك في تأليف الحق الضائع من قبل وأخرجها عبد العزيز الفهد، وعرضت ابتداء من 30/10/1971م وظهرت فيها الممثلة حياة الفهد لأول مرة مع المسرح الشعبي، وقد ظهرت فيها الألحان الكويتية الشعبية والغناء أيضاً. 16. مدير طرطور ألف هذه المسرحية صالح موسى كما شارك في التمثيل أيضاً، عرضت 13 ليلة ابتداء من 7/3/1972م. / 17. ثور عيده وهي من تأليف إبراهيم الهنداوي وإعداد اللجنة الصقافية وإخراج عبد العزيز الفهد، مثلت على مسرح كيفان ابتداء من 5/12/1972م. 18. هدوا المسلسل ألف هذه المسرحية حمد السبع وأخرجها عبد الأمير مطر وقد عرضت ابتداء من 26/3/1973م. 19. ابراهيم الثالث من إعداد جعفر المؤمن عن مسرحية شايب في اللفة للريحاني، وأخرجها عبد الرحمن الضويحي وعرضت أسبوعين ابتداء من 4/6/1973م. 20. ضعنا بالطوشة من تأليف صالح موسى، وأخرجها عبد الأمير مطر وعرضت 20 يوماً ابتداء من 20/3/1974م. 21. محكمة الفنانين ألفها صالح موسى وأخرجها عبد الرحمن الضويحي وهي من فصل واحد، وعرضت في 16/5/1974م مشاركة في الاحتفال بفوز نادي القادسية. 22. شرايج بو عثمان تأليف صالح موسى وإخراج عبد الأمير مطر وهي من فصل واحد وعرضت 18 يوماً ابتداء من 5/10/1974م. 23. مفاوضة مع الشيطان تأليف صالح موسى وإخراج عبد الأمير مطر، وقد عرضت مع شرايج بو عثمان في حفل واحد. 24. صخنا الماي وطار الديك ألفها صالح موسى وأخرجها عبد الرحمن الضويحي وعرضت في 9/12/1974م احتفاء بيوم الجيش الكويتي وهي من فصل واحد. 25. أربعة واحد عن مسرحية (أنهم يقتلون الحمير) تأليف لينين الرملي، أعدها صالح موسى وأخرجها أحمد عبد الحليم وعاد بها عبد الرحمن الضويحي إلى خشبة المسرح ممثلاً، عرضت 20 يوماً ابتداء من 10/11/1975م. | 26. ورطة خريج ألفها حمد السبع وأخرجها عبد الرحمن الضويحي، بدأ عرضها في 2/6/1976م. 27. رأس المملوك من تأليف سعد الله ونوس وإخراج أحمد عبد الحليم، عرضت في 2/1/1977م وعرضت في البحرين في 2/7/1977م وبالقاهرة ثم في تونس في أغسطس 1977م. 28. هذا الميدان يا حميدان ألفها جاسم الزايد، وأخرجها عبد الأمير مطر، بدأ عرضها في 19/11/1977م. 29. العمارة رقم 20 تأليف راشد العودة، وإخراج عبد الرحمن الضويحي، عرضت بتاريخ 4/6/1978م، والمؤلف من البحرين، وقد عرضت في البحرين أيضاً. 30. المتنبي يجد وظيفة تأليف عبد السميع عبد الله، وإخراج أحمد عبد الحليم، عرضت بتاريخ 21/2/1979م. وعرضت في تونس بتاريخ 29/7/1979م و6/8/1979م. 31. العاقل يقول أنا تأليف فوزي الغريب وإخراج جاسم النبهان وقد عرضت هذه المسرحية ابتداء من 29/10/1979م واستمر عرضها حتى 17/11/1979م. 32. صبيان وبنات تأليف جاسم الزايد وإخراج عبد الأمير مطر، وقد عرضت بتاريخ 13/2/1980م. 33. المهرج تأليف محمد الماغوط وإخراج أحمد مساعد، عرضت بتاريخ 30/12/1980م. 34. ثلاثة في ثلاثة تأليف رضا علي حسين وإخراج جاسم النبهان عرضت بتاريخ 9/9/1981م. 35. حكمت محكمة السلطان إعداد اللجنة الصقافية وإخراج الدكتور نجم عبد الكريم، عرضت في 8/2/1982م. 36. زوجة في سوق المناخ تأليف إبراهيم العواد وإخراج جاسم النبهان، عرضت بتاريخ 22/8/1982م. 37. صبوحة خطبها نصيب فكرة مصطفى بهجت وإعداد صالح البدري وأخرجها أحمد مساعد، عرضت بتاريخ 28/12/1983م. |

## اقرأ أيضاً
- المسرح في الكويت
- فرقة المسرح العربي
- فرقة مسرح الخليج العربي
- فرقة المسرح الكويتي